# Peter Thiede

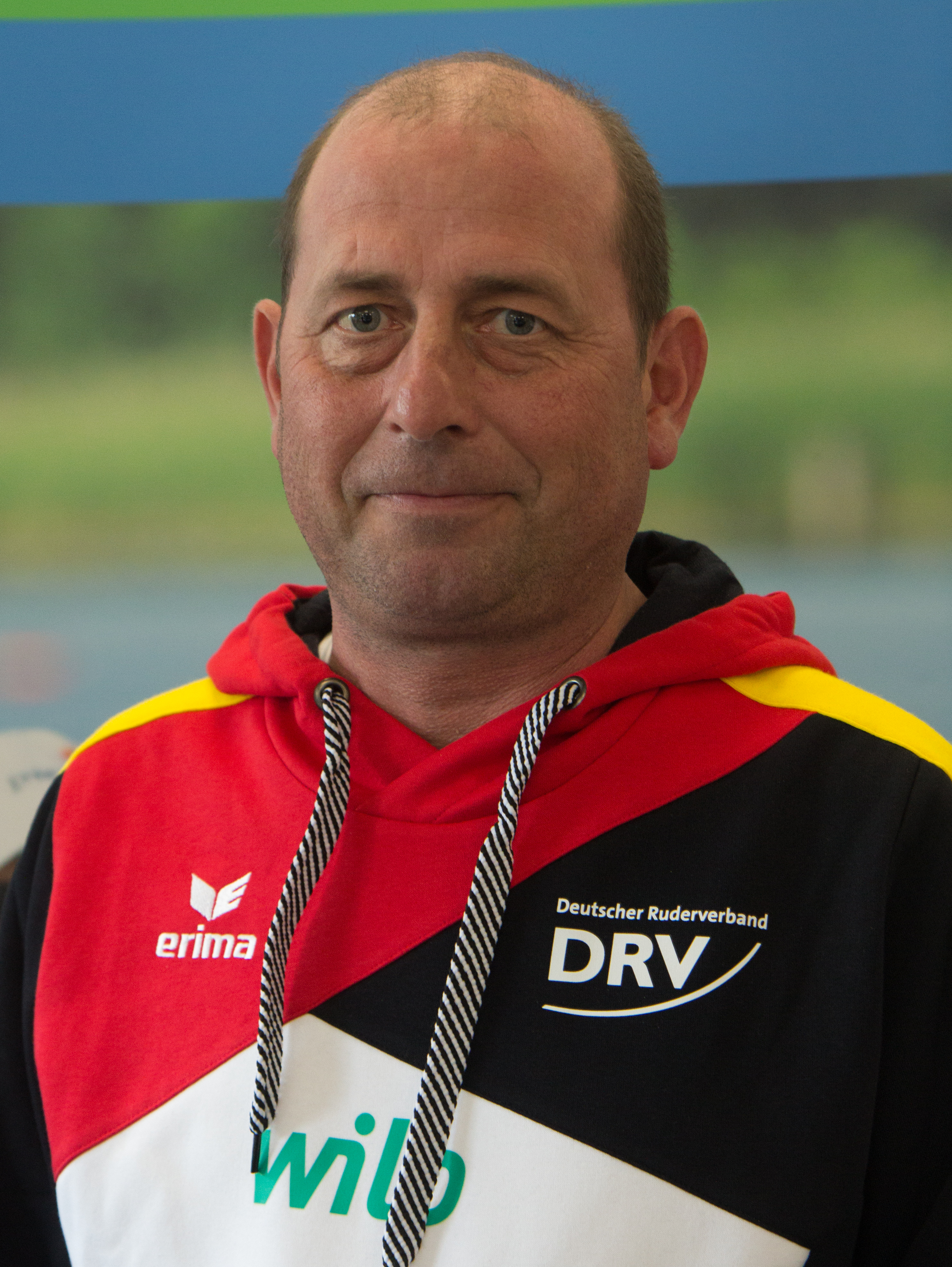
Peter Thiede (2017)

Peter Thiede (* 13. Februar 1968 in Ueckermünde) ist ein deutscher Rudersportler. Er war von 1993 bis 2008 Steuermann des Deutschland-Achters. Er war dreimal Weltmeister und nahm 2008 zum vierten Mal an Olympischen Spielen teil.
Peter Thiede begann seine Karriere beim ASK Vorwärts Rostock. Mit 19 Jahren steuerte er den DDR-Achter zu Weltmeisterschaftssilber 1987 hinter dem US-Achter. 1989 gewann der DDR-Achter erneut Silber, diesmal hinter dem westdeutschen Achter mit dem Steuermann Manfred Klein, 1990 folgte Bronze beim letzten großen Auftritt der DDR-Rudernationalmannschaft. Als Mitglied des ASK-Nachfolgeverein ORC Rostock saß Thiede bei den Olympischen Spielen 1992 im Zweier mit Steuermann. Zusammen mit seinen Vereinskameraden Michael Peter und Thomas Woddow konnte Thiede bei diesem Rennen den vierten Platz belegen.
Nach den Olympischen Spielen beendete Manfred Klein seine 20-jährige Karriere und Peter Thiede übernahm von Klein die Position als Steuermann des Deutschland-Achters. 1993 und 1995 wurde Thiede, der zwischenzeitlich zum Ruderclub Hansa von 1898 in Dortmund gewechselt war, Weltmeister und 1993 gewann er erstmals die Henley Royal Regatta. Bei den Olympischen Spielen 1996 gewann der Achter Silber hinter dem Boot aus den Niederlanden.
Für diesen Erfolg wurde Peter Thiede – zusammen mit der deutschen Achtermannschaft – mit dem Silbernen Lorbeerblatt ausgezeichnet.
1998 und 1999 gewann der Achter erneut die Henley Royal Regatta, stürzte aber bei den Weltmeisterschaften 1999 auf den zehnten Rang ab und verpasste damit die Olympiaqualifikation für Sydney 2000. Thiede war auch beim Neuaufbau dabei, 2001 gewann der Achter Weltmeisterschaftsbronze, 2002 wurde es Silber. Bei den Olympischen Spielen 2004 verpasste der Deutschland-Achter mit dem vierten Platz knapp die Medaillenränge. 2005 steuerte Thiede den Achter zum vierten Mal zum Sieg in Henley. 2006 gelang nach elf Jahren wieder der Gewinn des Weltmeistertitels. Bei den Olympischen Spielen in Peking schied Thiede mit einer neuen Mannschaft mit letzten Plätzen in Vor- und Hoffnungslauf vorzeitig aus, nachdem der Deutsche Ruderverband den Weltmeisterachter des Jahres 2006 unter kontrovers diskutierten Umständen aufgelöst hat.
Der 1,67 Meter große Peter Thiede ist Soldat und lebt in Herdecke. Anfang 2009 beendete Thiede seine Laufbahn. Er übernahm als Trainer die U23-Mannschaft im Bundesleistungszentrum Rudern Dortmund.

## Internationale Erfolge
- 1987: 2. Platz im Achter (Weltmeisterschaften)
- 1989: 2. Platz im Achter (Weltmeisterschaften)
- 1990: 3. Platz im Achter (Weltmeisterschaften)
- 1992: 4. Platz im Zweier mit Steuermann (Olympische Spiele)
- 1993: 1. Platz im Achter (Weltmeisterschaften)
- 1994: 4. Platz im Achter (Weltmeisterschaften)
- 1995: 1. Platz im Achter (Weltmeisterschaften)
- 1996: 2. Platz im Achter (Olympische Sommerspiele)
- 1997: 5. Platz im Achter (Weltmeisterschaften)
- 1998: 2. Platz im Achter (Weltmeisterschaften)
- 2001: 3. Platz im Achter (Weltmeisterschaften)
- 2002: 2. Platz im Achter (Weltmeisterschaften)
- 2003: 6. Platz im Achter (Weltmeisterschaften)
- 2004: 4. Platz im Achter (Olympische Sommerspiele)
- 2005: 3. Platz im Achter (Weltmeisterschaften)
- 2006: 1. Platz im Achter (Weltmeisterschaften)
- 2007: 2. Platz im Achter (Weltmeisterschaften)
- 2008: 8. Platz im Achter (Olympische Sommerspiele)